# Meister des Schongauer Altärchens
Als Meister des Schongauer Altärchens wird ein mittelalterlicher Bildhauer bezeichnet. Der namentlich nicht bekannte Künstler hat mit einem Maler zusammen um 1480 ein Passionstriptychon geschaffen, einen kleinen Flügelaltar mit Darstellungen der Leiden Christi. Der Meister ist ein Nachfolger Martin Schongauers.
Das Schongauer Altärchen befindet sich heute in der Konrad-Salm-Kapelle im Ulmer Münster, der ehemaligen Sakristei unterhalb des südlichen Chorturms.